# Carl Gustav Hempel
Carl Gustav Hempel (Oranienburg, 8 januari 1905 - Princeton (New Jersey), 9 november 1997) was een wetenschapsfilosoof en aanvankelijk een vertegenwoordiger van het logisch positivisme.

## Biografie
Hempel begon zijn studie in 1923 aan de Universiteit van Göttingen in de vakken wiskunde en filosofie. Hier ontmoette hij David Hilbert en kwam onder de indruk van diens ideeën om de consistentie (Widerspruchsfreiheit) van de wiskunde met behulp van elementaire methoden te bewijzen.
Na een kort verblijf in Heidelberg ging hij terug naar Berlijn, waar hij ook zijn schooltijd doorgebracht had. Hij vervolgde zijn studie wiskunde en filosofie, en verdiepte zich ook in natuurkunde. In 1929 nam hij deel aan het eerste congres voor wetenschapsfilosofie, dat door de Berlijnse positivisten georganiseerd was. Hier ontmoette hij Rudolf Carnap, van wie hij zo onder de indruk was, dat hij naar Wenen verhuisde, waar hij werd opgenomen in de 'Wiener Kreis'. In 1934 verkreeg hij zijn doctorsgraad van de Universiteit van Berlijn met een dissertatie over waarschijnlijkheidstheorie. Met hulp van Paul Oppenheim emigreerde hij in hetzelfde jaar naar België.
In 1937 kreeg Hempel een uitnodiging van de Universiteit van Chicago om als wetenschappelijke medewerker te komen werken. Twee jaar later in 1939 nam hij deze uitnodiging aan, en emigreerde naar de Verenigde Staten. Hier gaf Hempel les aan het New York City College en van 1940 tot 1948 aan Queens College. Aansluitend was hij verbonden aan de Yale-universiteit (1948 tot 1955) en de Universiteit van Princeton waar hij bleef tot aan zijn emeritaat in 1964. Als emeritus verbleef hij van 1964 tot 1966 aan de Hebreeuwse Universiteit van Jeruzalem en doceerde tot 1985 in Pittsburgh.

## Werk
Hempel werkte jaren samen met Paul Oppenheim. In 1936 publiceerden zij samen het boek Der Typusbegriff im Lichte der neuen Logik (Het typebegrip in het licht van de nieuwe logica). In de jaren veertig hield Hempel zich bezig met de bevestigings- en verklaringstheorie.
Samen met Oppenheim ontwikkelde Hempel rond 1948 het zogenaamde Hempel-Oppenheim-Schema of Deductief-nomologisch model (DN-model). Dit model biedt een verklaringstheorie ("Theorie des Erklärens").
In zijn latere jaren wendde Hempel zich af van het logisch empirisme. Hij richtte zich meer op het wetenschapsfilosofische naturalisme van Thomas Kuhn.

## Publicaties
- 1936. Über den Gehalt von Wahrscheinlichkeitsaussagen
- 1936. Der Typusbegriff im Licht der neuen Logik mit Paul Oppenheim
- 1942. The Function of General Laws in History
- 1943. Studies in the Logic of Confirmation
- 1959. The Logic of Functional Analysis
- 1965. Aspects of Scientific Explanation
- 1966. Philosophy of Natural Science, ISBN 0-13-663823-6
- 1974. Philosophie der Naturwissenschaften, München 1974, ISBN 3-423-04144-7

Essayverzameling:
- Aspects of Scientific Explanation and Other Essays, 1965, ISBN 0-02-914340-3
- Selected Philosophical Essays, 2000, ISBN 0-521-62475-4
- The Philosophy of Carl G. Hempel: Studies in Science, Explanation, and Rationality, 2001, ISBN 0-19-512136-8